# Viviane Ferreira Soares
Viviane Ferreira Soares (Duque de Caxias, 14 de maio de 1996) é uma atleta paralímpica brasileira.

## Biografia e carreira
Soares é natural de Duque de Caxias, no estado do Rio de Janeiro. Ela nasceu com glaucoma e possui apenas 20% da visão. Teve seu primeiro contato com o atletismo em 2006. Começou a competir na classe T13, porém em 2015 passou para a classe T12, devido a uma piora na sua visão.
Nos Jogos Parapan-Americanos de Guadalajara 2011, a atleta foi prata nos 100 metros rasos classe T13.Nos Jogos Paralímpicos de Londres 2012, Soares era a atleta mais jovem de toda a delegação brasileira com 16 anos de idade. Ela ficou em em 6.º lugar nos 100 metros rasos classe T13.
Nos Jogos Parapan-Americanos de Lima 2019, foi prata nos 100 metros T12, bronze nos 200 metros T12, e novamente prata no revezamento 4x100m universal tendo formado equipe com Verônica Hipólito, Petrúcio Ferreira, e Ariosvaldo Fernandes.
Nos Jogos Paralímpicos de Tóquio 2020 – realizados entre agosto e setembro de 2021 – Soares ficou fora da final dos 200 metros feminino T12 e também fora da final dos 100 metros.

## Principais conquistas
Jogos Parapan-Americanos de Jovens
- 2009 – Ouro (100 metros rasos)[1]
- 2009 – Ouro (200 metros rasos)[1]
- 2009 – Ouro (400 metros rasos)[1]
- 2009 – Ouro (salto em distância)[1]

Jogos Parapan-Americanos
- 2019 – Prata (100 metros rasos)[1]
- 2019 – Prata (revezamento 4x100m)[1]
- 2019 – bronze (200 metros rasos)[1]
- 2011 – Prata (100 metros rasos)[1]

Campeonato Mundial
- 2019 – Bronze (100 metros rasos)[1]